# Kreuzkapelle (Hof Lilach)

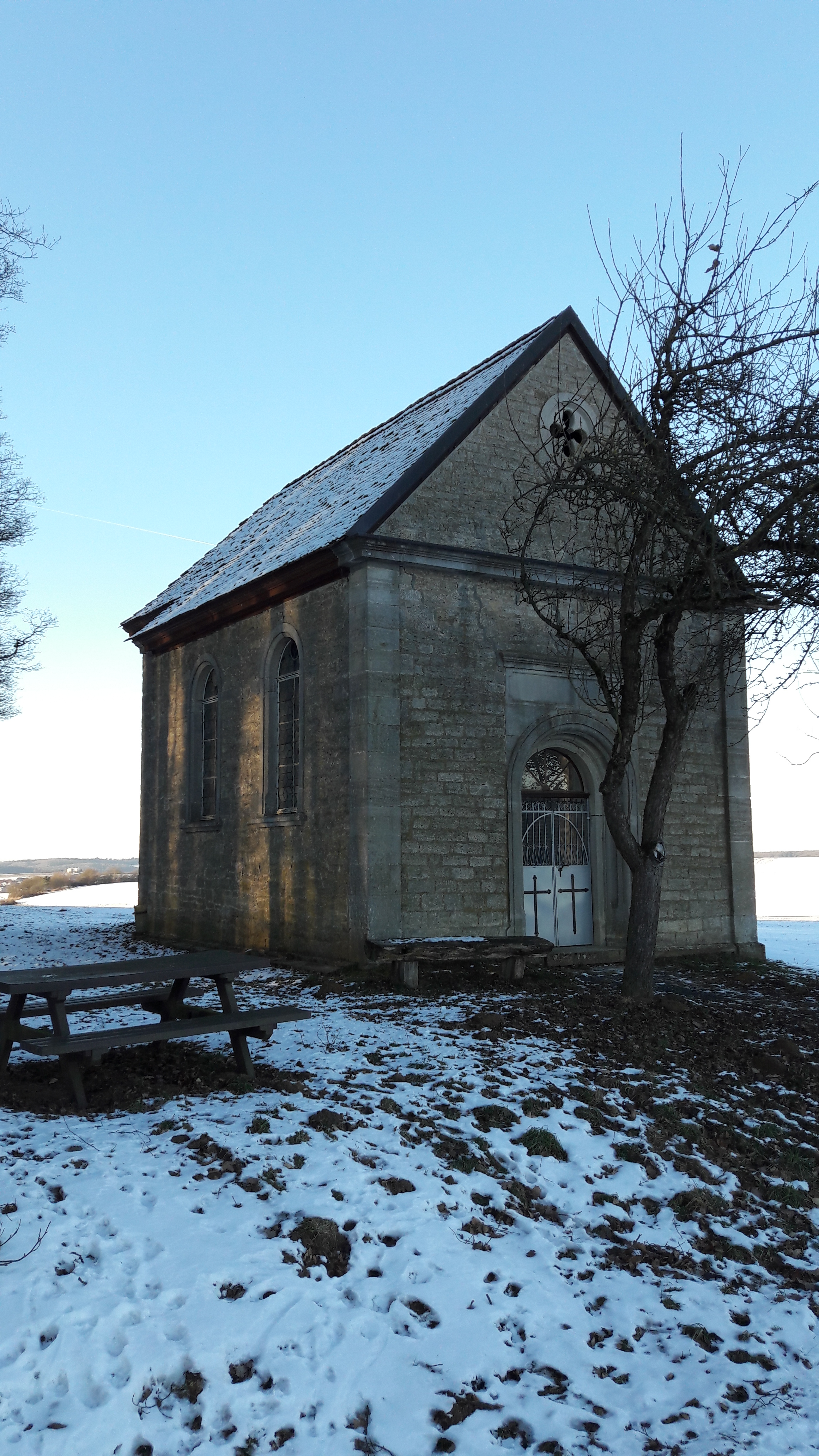
Die Kreuzkapelle in Hof Lilach, Wittighausen (2017)

Die römisch-katholische Kreuzkapelle in Hof Lilach liegt abseits des Weilers, der zur Gemeinde Wittighausen im Main-Tauber-Kreis gehört, in Richtung Ilmspan.

## Geschichte

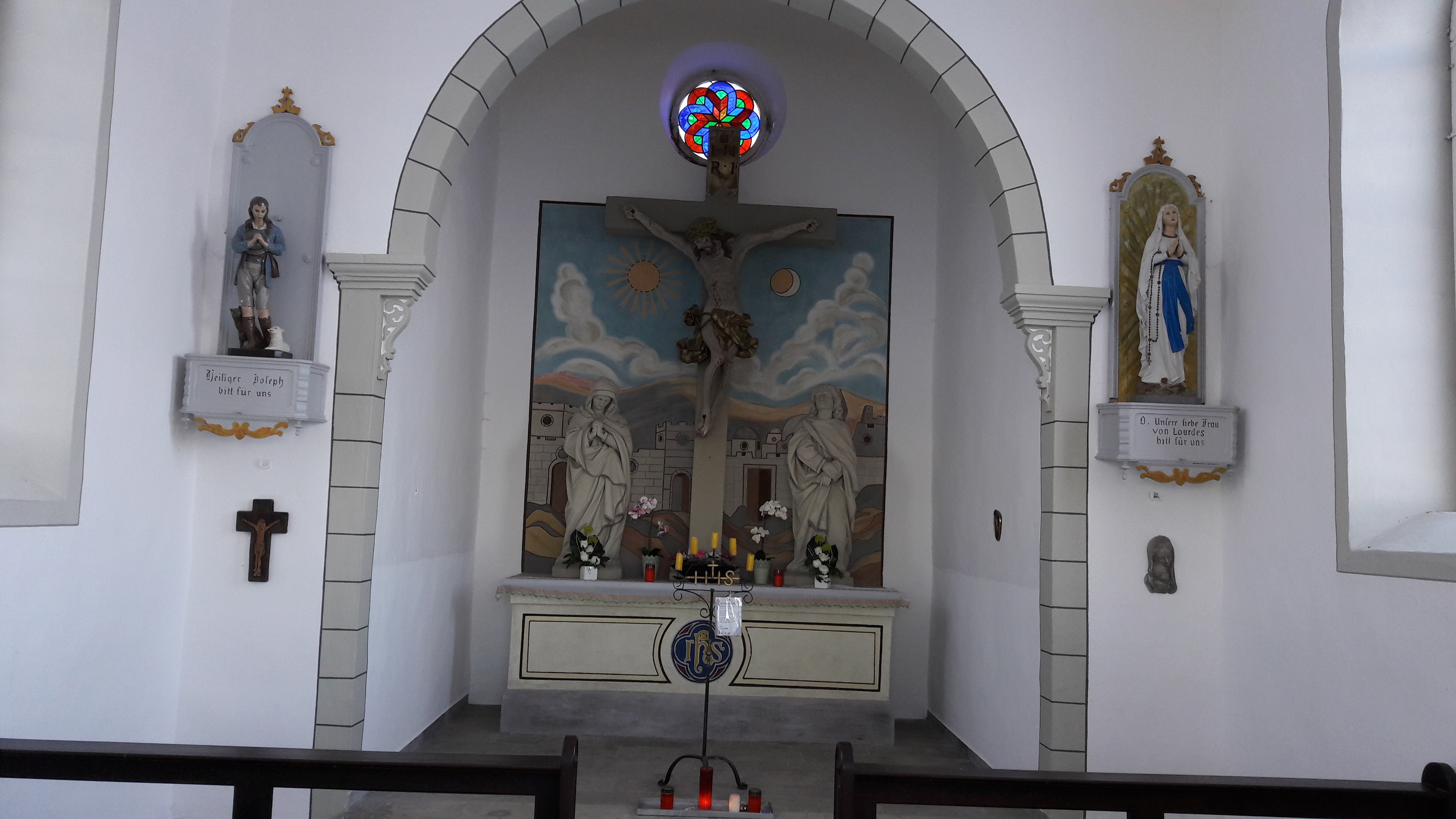
Blick in den Innenraum

Die Kreuzkapelle wurde in den Jahren 1877–78 zu Ehren des gekreuzigten Heilandes von der Familie Henneberger erbaut. Die Kapelle war jahrzehntelang das Ziel vieler Wallfahrer. Aufgrund von Auswüchsen bei den Feuern danach endete diese Tradition in den 1950er Jahren. Heute finden im Mai wieder Andachten dort statt.